# Grandeur of the Seas
Die Grandeur of the Seas ist ein Kreuzfahrtschiff der Reederei Royal Caribbean International. Das ab 1995 bei Kværner Masa Yards in Helsinki gebaute Schiff gehört zur Vision-Klasse.

## Geschichte
Das am 14. Februar 1994 bestellte Schiff wurde 1995/1996 unter der Baunummer 492 gebaut. Die Kiellegung fand am 6. Juni 1995, der Stapellauf am 1. März 1996 statt. Die Fertigstellung erfolgte am 20. November 1996.
2019 wurde angekündigt, das Schiff solle im Jahr 2021 zu Pullmantur Cruises wechseln. Nach der Insolvenz von Pullmantur Cruises im Jahr 2020 wurden die Pläne jedoch wieder aufgegeben.

### Zwischenfälle
Am 20. April 2005 wurde in Costa Maya, Mexiko, ein 13 Meter langes Loch in den Rumpf gerissen. Das Loch befand sich circa 1,5 Meter über der Wasserlinie. Die 7-tägige Kreuzfahrt wurde auf fünf Tage verkürzt. Das Schiff wurde zwei Tage in Costa Maya repariert. Die Reederei bot den Passagieren an, sie zurückzufliegen oder für den Rest der Kreuzfahrt an Bord zu bleiben.
Am 27. Mai 2013 brach auf Deck 3 des Schiffes vor der Küste der Bahamas ein Feuer aus. Nach drei Stunden war das Feuer gelöscht. Es gab nur Schäden am Heck auf den Decks 3, 4 und 5. Das Schiff konnte aus eigener Kraft die Reise zu den Bahamas fortsetzen und die Passagiere wurden zurück nach Freeport, Bahamas, geflogen.

## Technische Daten
Der Antrieb des Schiffes erfolgt dieselelektrisch. Für die Stromversorgung stehen vier B&W-Dieselmotoren (12V48/60) zur Verfügung. Ferner wurden zwei Notgeneratoren verbaut. Die beiden Festpropeller werden von Elektromotoren angetrieben.